# Séries éliminatoires de la Coupe Stanley 1982
Année précédente Année suivante
Les séries éliminatoires de la Coupe Stanley 1982 font suite à la saison 1981-1982 de la Ligue nationale de hockey. Les Islanders de New York remportent leur troisième Coupe Stanley consécutive en battant en finale les Canucks de Vancouver sur le score de 4 matchs à 0.

## Tableau récapitulatif
Les quatre premières équipes de chaque division sont qualifiées et jouent un premier tour au meilleur des 5 matchs. Les vainqueurs disputent ensuite les finales de divisions puis les finales d'Associations et enfin la finale de la Coupe Stanley au meilleur des 7 matchs.
|  | Demi-finales de divisions    | Demi-finales de divisions | Demi-finales de divisions |   |                       | Finales de divisions  | Finales de divisions | Finales de divisions |  |    | Finales d'association | Finales d'association | Finales d'association |  |    | Finale de la Coupe Stanley | Finale de la Coupe Stanley | Finale de la Coupe Stanley |
|  |                              |                           |                           |   |                       |                       |                      |                      |  |    |                       |                       |                       |  |    |                            |                            |                            |
|  | A1                           | Montréal                  | 2                         |   |                       |                       |                      |                      |  |    |                       |                       |                       |  |    |                            |                            |                            |
|  | A4                           | Québec                    | 3                         |   |                       |                       |                      |                      |  |    |                       |                       |                       |  |    |                            |                            |                            |
|  | A4                           | Québec                    | 3                         |   | A4                    | Québec                | 4                    |                      |  |    |                       |                       |                       |  |    |                            |                            |                            |
|  |                              |                           |                           |   | A4                    | Québec                | 4                    |                      |  |    |                       |                       |                       |  |    |                            |                            |                            |
|  |                              | A2                        | Boston                    | 3 |                       |                       |                      |                      |  |    |                       |                       |                       |  |    |                            |                            |                            |
|  | A2                           | A2                        | Boston                    | 3 | Boston                | 3                     |                      |                      |  |    |                       |                       |                       |  |    |                            |                            |                            |
|  | A2                           |                           |                           |   | Boston                | 3                     |                      |                      |  |    |                       |                       |                       |  |    |                            |                            |                            |
|  | A3                           | Buffalo                   | 1                         |   |                       |                       |                      |                      |  |    |                       |                       |                       |  |    |                            |                            |                            |
|  | A3                           | Buffalo                   | 1                         |   |                       |                       |                      |                      |  | A4 | Québec                | 0                     |                       |  |    |                            |                            |                            |
|  | Association Prince de Galles |                           |                           |   |                       |                       |                      |                      |  | A4 | Québec                | 0                     |                       |  |    |                            |                            |                            |
|  |                              | P1                        | Islanders de New York     | 4 |                       |                       |                      |                      |  |    |                       |                       |                       |  |    |                            |                            |                            |
|  | P1                           | P1                        | Islanders de New York     | 4 | Islanders de New York | 3                     |                      |                      |  |    |                       |                       |                       |  |    |                            |                            |                            |
|  | P1                           |                           |                           |   | Islanders de New York | 3                     |                      |                      |  |    |                       |                       |                       |  |    |                            |                            |                            |
|  | P4                           | Pittsburgh                | 2                         |   |                       |                       |                      |                      |  |    |                       |                       |                       |  |    |                            |                            |                            |
|  | P4                           | Pittsburgh                | 2                         |   | P1                    | Islanders de New York | 4                    |                      |  |    |                       |                       |                       |  |    |                            |                            |                            |
|  |                              |                           |                           |   | P1                    | Islanders de New York | 4                    |                      |  |    |                       |                       |                       |  |    |                            |                            |                            |
|  |                              | P2                        | Rangers de New York       | 2 |                       |                       |                      |                      |  |    |                       |                       |                       |  |    |                            |                            |                            |
|  | P2                           | P2                        | Rangers de New York       | 2 | Rangers de New York   | 3                     |                      |                      |  |    |                       |                       |                       |  |    |                            |                            |                            |
|  | P2                           |                           |                           |   | Rangers de New York   | 3                     |                      |                      |  |    |                       |                       |                       |  |    |                            |                            |                            |
|  | P3                           | Philadelphie              | 1                         |   |                       |                       |                      |                      |  |    |                       |                       |                       |  |    |                            |                            |                            |
|  | P3                           | Philadelphie              | 1                         |   |                       |                       |                      |                      |  |    |                       |                       |                       |  | P1 | Islanders de New York      | 4                          |                            |
|  |                              |                           |                           |   |                       |                       |                      |                      |  |    |                       |                       |                       |  | P1 | Islanders de New York      | 4                          |                            |
|  |                              | S2                        | Vancouver                 | 0 |                       |                       |                      |                      |  |    |                       |                       |                       |  |    |                            |                            |                            |
|  | N1                           | S2                        | Vancouver                 | 0 | Minnesota             | 1                     |                      |                      |  |    |                       |                       |                       |  |    |                            |                            |                            |
|  | N1                           |                           |                           |   | Minnesota             | 1                     |                      |                      |  |    |                       |                       |                       |  |    |                            |                            |                            |
|  | N4                           | Chicago                   | 3                         |   |                       |                       |                      |                      |  |    |                       |                       |                       |  |    |                            |                            |                            |
|  | N4                           | Chicago                   | 3                         |   | N4                    | Chicago               | 4                    |                      |  |    |                       |                       |                       |  |    |                            |                            |                            |
|  |                              |                           |                           |   | N4                    | Chicago               | 4                    |                      |  |    |                       |                       |                       |  |    |                            |                            |                            |
|  |                              | N3                        | Saint-Louis               | 2 |                       |                       |                      |                      |  |    |                       |                       |                       |  |    |                            |                            |                            |
|  | N2                           | N3                        | Saint-Louis               | 2 | Winnipeg              | 1                     |                      |                      |  |    |                       |                       |                       |  |    |                            |                            |                            |
|  | N2                           |                           |                           |   | Winnipeg              | 1                     |                      |                      |  |    |                       |                       |                       |  |    |                            |                            |                            |
|  | N3                           | Saint-Louis               | 3                         |   |                       |                       |                      |                      |  |    |                       |                       |                       |  |    |                            |                            |                            |
|  | N3                           | Saint-Louis               | 3                         |   |                       |                       |                      |                      |  | N4 | Chicago               | 1                     |                       |  |    |                            |                            |                            |
|  | Association Campbell         |                           |                           |   |                       |                       |                      |                      |  | N4 | Chicago               | 1                     |                       |  |    |                            |                            |                            |
|  |                              | S2                        | Vancouver                 | 4 |                       |                       |                      |                      |  |    |                       |                       |                       |  |    |                            |                            |                            |
|  | S1                           | S2                        | Vancouver                 | 4 | Edmonton              | 2                     |                      |                      |  |    |                       |                       |                       |  |    |                            |                            |                            |
|  | S1                           |                           |                           |   | Edmonton              | 2                     |                      |                      |  |    |                       |                       |                       |  |    |                            |                            |                            |
|  | S4                           | Los Angeles               | 3                         |   |                       |                       |                      |                      |  |    |                       |                       |                       |  |    |                            |                            |                            |
|  | S4                           | Los Angeles               | 3                         |   | S4                    | Los Angeles           | 1                    |                      |  |    |                       |                       |                       |  |    |                            |                            |                            |
|  |                              |                           |                           |   | S4                    | Los Angeles           | 1                    |                      |  |    |                       |                       |                       |  |    |                            |                            |                            |
|  |                              | S2                        | Vancouver                 | 4 |                       |                       |                      |                      |  |    |                       |                       |                       |  |    |                            |                            |                            |
|  | S2                           | S2                        | Vancouver                 | 4 | Vancouver             | 3                     |                      |                      |  |    |                       |                       |                       |  |    |                            |                            |                            |
|  | S2                           |                           |                           |   | Vancouver             | 3                     |                      |                      |  |    |                       |                       |                       |  |    |                            |                            |                            |
|  | S3                           | Calgary                   | 0                         |   |                       |                       |                      |                      |  |    |                       |                       |                       |  |    |                            |                            |                            |

## Résultats détaillés

### Demi-finales de divisions

#### Montréal contre Québec
| 7 avril | Canadiens de Montréal | 5-1 (2-0, 1-0, 2-1) | Nordiques de Québec | Forum de Montréal 16 096 spectateurs |

| Feuille de match | Feuille de match | Feuille de match        | Feuille de match                                    | Feuille de match |
| ---------------- | --- | ----------------------- | --------------------------------------------------- | ---------------- |
|                  | Tremblay (Mondou, Engblom) — 56 s Napier (Acton, Gingras) — 13 min 32 s (SN) Tremblay (Mondou, Houle) — 32 min 48 s Jarvis (Gainey, Engblom) — 47 min 31 s Napier (Risebrough) — 48 min 3 s - | 1-0 2-0 3-0 4-0 5-0 5-1 | - A. Šťastný (M. Šťastný, P. Šťastný) — 50 min 55 s |                  |
| Wamsley          | Gardiens | Bouchard                |                                                     |                  |
|                  | |                         |                                                     |                  |
| 41               | Tirs | 19                      |                                                     |                  |

| 8 avril | Canadiens de Montréal | 2-3 (0-1, 2-1, 0-1) | Nordiques de Québec | Forum de Montréal 16 391 spectateurs |

| Feuille de match | Feuille de match                                                                         | Feuille de match    | Feuille de match                                                                                             | Feuille de match |
| ---------------- | ---------------------------------------------------------------------------------------- | ------------------- | --- | ---------------- |
|                  | - Lafleur (Napier, Acton) — 20 min 26 s (SN) Nilan (Laughlin, Langway) — 27 min 20 s - - | 0-1 1-1 2-1 2-2 2-3 | Hickey (M. Šťastný, Cloutier) — 4 min 56 s (SN) - Côté (M. Šťastný) — 29 min 43 s Aubry (Côté) — 42 min 30 s |                  |
| Wamsley          | Gardiens                                                                                 | Bouchard            | |                  |
|                  |                                                                                          |                     | |                  |
| 35               | Tirs                                                                                     | 17                  | |                  |

| 10 avril | Nordiques de Québec | 2-1 (2-0, 0-0, 0-1) | Canadiens de Montréal | Colisée de Québec 15 323 spectateurs |

| Feuille de match | Feuille de match                                                                     | Feuille de match | Feuille de match                      | Feuille de match |
| ---------------- | ------------------------------------------------------------------------------------ | ---------------- | ------------------------------------- | ---------------- |
|                  | Hunter (A. Šťastný, M. Šťastný) — 18 min 28 s (SN) Hunter (Cloutier) — 19 min 40 s - | 1-0 2-0 2-1      | - Lafleur (Mondou) — 59 min 34 s (SN) |                  |
| Bouchard         | Gardiens                                                                             | Wamsley          |                                       |                  |
|                  |                                                                                      |                  |                                       |                  |
| 22               | Tirs                                                                                 | 23               |                                       |                  |

| 11 avril | Nordiques de Québec | 2-6 (1-2, 0-2, 1-2) | Canadiens de Montréal | Colisée de Québec 15 314 spectateurs |

| Feuille de match | Feuille de match                                                          | Feuille de match                | Feuille de match | Feuille de match |
| ---------------- | ------------------------------------------------------------------------- | ------------------------------- | --- | ---------------- |
|                  | - Goulet (Dupont) — 12 min 47 s (IN) - Richard (A. Šťastný) — 52 min 32 s | 0-1 1-1 1-2 1-3 1-4 1-5 1-6 2-6 | Risebrough (Picard, Nilan) — 8 min 5 s - Mondou (Napier, Robinson) — 18 min 35 s (IN) Tremblay (Mondou, Houle) — 29 min 23 s Mondou (Tremblay, Langway) — 38 min 57 s (SN) Napier (Lafleur, Acton) — 43 min 58 s Risebrough (Kitchen, Houle) — 51 min 5 s - |                  |
| Bouchard         | Gardiens                                                                  | Wamsley                         | |                  |
|                  |                                                                           |                                 | |                  |
| 25               | Tirs                                                                      | 28                              | |                  |

| 13 avril | Canadiens de Montréal | 2-3 (pr) (0-2, 0-0, 2-0, 0-1) | Nordiques de Québec | Forum de Montréal 17 611 spectateurs |

| Feuille de match | Feuille de match                                                                 | Feuille de match    | Feuille de match | Feuille de match |
| ---------------- | -------------------------------------------------------------------------------- | ------------------- | --- | ---------------- |
|                  | - Tremblay (Langway, Acton) — 50 min 49 s Picard (Houle, Mondou) — 52 min 14 s - | 0-1 0-2 1-2 2-2 2-3 | Paiement (A. Šťastný, Tardif) — 4 min 40 s A. Šťastný (Paiement, Tardif) — 14 min 49 s (SN) - Hunter (Cloutier) — 60 min 22 s |                  |
| Wamsley          | Gardiens                                                                         | Bouchard            | |                  |
|                  |                                                                                  |                     | |                  |
| 35               | Tirs                                                                             | 19                  | |                  |

#### Boston contre Buffalo
| 7 avril | Bruins de Boston | 3-1 (1-0, 1-0, 1-1) | Sabres de Buffalo | Boston Garden 11 608 spectateurs |

| Feuille de match | Feuille de match | Feuille de match | Feuille de match                                | Feuille de match |
| ---------------- | --- | ---------------- | ----------------------------------------------- | ---------------- |
|                  | McNab (Park) — 19 min 44 s (SN) Park (Pederson, Middleton) — 38 min 44 s - O'Connell (Pederson, Marcotte) — 49 min 48 s | 1-0 2-0 2-1 3-1  | - Lambert (Van Boxmeer, Ramsay) — 48 min 20 s - |                  |
| Moffat           | Gardiens | Edwards          |                                                 |                  |
|                  | |                  |                                                 |                  |
| 38               | Tirs | 25               |                                                 |                  |

| 8 avril | Bruins de Boston | 7-3 (1-1, 5-1, 1-1) | Sabres de Buffalo | Boston Garden 12 134 spectateurs |

| Feuille de match | Feuille de match | Feuille de match                        | Feuille de match | Feuille de match |
| ---------------- | --- | --------------------------------------- | --- | ---------------- |
|                  | - Middleton (McNab, Kasper) — 15 min 49 s Pederson (McNab, Bourque) — 20 min 48 s (SN) Middleton (Pederson, McNab) — 21 min 40 s (SN) Pederson (Hillier) — 23 min 56 s - O'Reilly — 31 min 45 s Pederson (Middleton) — 34 min 28 s B. Crowder (Middleton, Pederson) — 40 min 54 s - | 0-1 1-1 2-1 3-1 4-1 4-2 5-2 6-2 7-2 7-3 | McCourt (Ramsay) — 12 min 44 s - Ramsey (Haworth, McCourt) — 27 min 8 s - Lambert (McCourt, Perreault) — 57 min 33 s (SN) |                  |
| Moffat           | Gardiens | Edwards                                 | |                  |
|                  | |                                         | |                  |
| 22               | Tirs | 26                                      | |                  |

| 10 avril | Sabres de Buffalo | 5-2 (1-0, 3-2, 1-0) | Bruins de Boston | The Aud 15 800 spectateurs |

| Feuille de match | Feuille de match | Feuille de match            | Feuille de match                                                               | Feuille de match |
| ---------------- | --- | --------------------------- | ------------------------------------------------------------------------------ | ---------------- |
|                  | Peterson (Perreault) — 9 min 2 s (SN) - Lambert (Perreault, Sauvé) — 27 min 21 s Ramsay (Seiling, Savard) — 33 min 1 s Foligno (Perreault, McCourt) — 33 min 34 s (SN) - McCourt (Perreault, Dunn) — 59 min 15 s (SN) | 1-0 1-1 2-1 3-1 4-1 4-2 5-2 | - Kasper (Bourque) — 26 min 58 s - Kasper (McNab, Bourque) — 37 min 2 s (SN) - |                  |
| Edwards          | Gardiens | Moffat                      |                                                                                |                  |
|                  | |                             |                                                                                |                  |
| 33               | Tirs | 22                          |                                                                                |                  |

| 11 avril | Sabres de Buffalo | 2-5 (1-1, 0-4, 1-0) | Bruins de Boston | The Aud 14 243 spectateurs |

| Feuille de match | Feuille de match                                                                               | Feuille de match            | Feuille de match | Feuille de match |
| ---------------- | ---------------------------------------------------------------------------------------------- | --------------------------- | --- | ---------------- |
|                  | - Foligno (Virta, Perreault) — 11 min 8 s (SN) - Seiling (Sauvé, Perreault) — 58 min 25 s (SN) | 0-1 1-1 1-2 1-3 1-4 1-5 2-5 | McNab (O'Reilly, Milbury) — 4 min 32 s - O'Reilly (McNab, Gillis) — 30 min 11 s O'Reilly (McNab, Marcotte) — 31 min 59 s Gillis (McNab, Milbury) — 32 min 26 s McNab (O'Reilly) — 39 min 6 s - |                  |
| Edwards          | Gardiens                                                                                       | Moffat                      | |                  |
|                  |                                                                                                |                             | |                  |
| 23               | Tirs                                                                                           | 31                          | |                  |

#### Islanders de New York contre Pittsburgh
| 7 avril | Islanders de New York | 8-1 (3-1, 3-0, 2-0) | Penguins de Pittsburgh | Nassau Veterans Memorial Coliseum 15 044 spectateurs |

| Feuille de match | Feuille de match | Feuille de match                    | Feuille de match                                     | Feuille de match |
| ---------------- | --- | ----------------------------------- | ---------------------------------------------------- | ---------------- |
|                  | Bossy (Persson, Trottier) — 5 min 52 s Gillies (Bre. Sutter, Morrow) — 6 min 44 s - Trottier (Kallur, Tonelli) — 18 min 56 s Gillies (McEwen, Lane) — 28 min 52 s Trottier (Tonelli, Kallur) — 33 min 32 s Merrick (Kallur, Morrow) — 36 min 24 s Persson (Gillies, Bre. Sutter) — 42 min 26 s (SN) Bre. Sutter (Gillies, Merrick) — 58 min 9 s | 1-0 2-0 2-1 3-1 4-1 5-1 6-1 7-1 8-1 | - Boutette (Gardner, Carlyle) — 14 min 42 s (SN) - - |                  |
| Smith            | Gardiens | Dion                                |                                                      |                  |
|                  | |                                     |                                                      |                  |
| 37               | Tirs | 23                                  |                                                      |                  |

| 8 avril | Islanders de New York | 7-2 (4-0, 2-1, 1-1) | Penguins de Pittsburgh | Nassau Veterans Memorial Coliseum 15 230 spectateurs |

| Feuille de match | Feuille de match | Feuille de match                    | Feuille de match                                                                           | Feuille de match |
| ---------------- | --- | ----------------------------------- | ------------------------------------------------------------------------------------------ | ---------------- |
|                  | Bossy (Persson, Trottier) — 7 min 57 s (SN) Merrick (Du. Sutter, Lane) — 15 min 25 s Goring (Gilbert) — 17 min 12 s Bre. Sutter (Gillies, Persson) — 17 min 53 s - Gillies (Du. Sutter) — 27 min 30 s Tonelli (Trottier, McEwen) — 32 min 51 s Gilbert (Persson, Bre. Sutter) — 40 min 40 s - | 1-0 2-0 3-0 4-0 4-1 5-1 6-1 7-1 7-2 | - MacLeish (Ferguson, Bullard) — 25 min 32 s - Boutette (Kehoe, Gardner) — 57 min 4 s (SN) |                  |
| Smith            | Gardiens | Dion                                |                                                                                            |                  |
|                  | |                                     |                                                                                            |                  |
| 34               | Tirs | 36                                  |                                                                                            |                  |

| 10 avril | Penguins de Pittsburgh | 2-1 (pr) (0-1, 0-0, 1-0, 1-0) | Islanders de New York | Civic Arena 14 310 spectateurs |

| Feuille de match | Feuille de match                                                                  | Feuille de match | Feuille de match                                    | Feuille de match |
| ---------------- | --------------------------------------------------------------------------------- | ---------------- | --------------------------------------------------- | ---------------- |
|                  | - Boutette (Kehoe, Carlyle) — 46 min 51 s Kehoe (Boutette, Gardner) — 64 min 14 s | 0-1 1-1 2-1      | McEwen (Gillies, Du. Sutter) — 12 min 16 s (SN) - - |                  |
| Dion             | Gardiens                                                                          | Smith            |                                                     |                  |
|                  |                                                                                   |                  |                                                     |                  |
| 33               | Tirs                                                                              | 39               |                                                     |                  |

| 11 avril | Penguins de Pittsburgh | 5-2 (2-1, 2-1, 1-0) | Islanders de New York | Civic Arena 11 147 spectateurs |

| Feuille de match | Feuille de match | Feuille de match            | Feuille de match                                                          | Feuille de match |
| ---------------- | --- | --------------------------- | ------------------------------------------------------------------------- | ---------------- |
|                  | - St-Laurent — 12 min 44 s Gardner (Kehoe, Hotham) — 14 min 13 s (SN) Kehoe (Gardner, Carlyle) — 21 min 52 s St-Laurent (Schutt) — 36 min 20 s - Schutt (McClelland, St-Laurent) — 57 min 12 s | 0-1 1-1 2-1 3-1 4-1 4-2 5-2 | Gillies (Persson, Bossy) — 1 min 16 s - Merrick (Tonelli) — 37 min 18 s - |                  |
| Dion             | Gardiens | Melanson                    |                                                                           |                  |
|                  | |                             |                                                                           |                  |
| 26               | Tirs | 19                          |                                                                           |                  |

| 13 avril | Islanders de New York | 4-3 (pr) (0-0, 1-3, 2-0, 1-0) | Penguins de Pittsburgh | Nassau Veterans Memorial Coliseum 15 230 spectateurs |

| Feuille de match | Feuille de match | Feuille de match            | Feuille de match | Feuille de match |
| ---------------- | --- | --------------------------- | --- | ---------------- |
|                  | Nystrom (Bourne, McEwen) — 30 min 18 s - McEwen (Bossy) — 54 min 33 s (SN) Tonelli (Lane, Morrow) — 57 min 33 s Tonelli (Nystrom, Bourne) — 66 min 19 s | 1-0 1-1 1-2 1-3 2-3 3-3 4-3 | - McClelland (Hotham, Schutt) — 31 min 1 s Bullard (MacLeish, Hotham) — 36 min 10 s Carlyle (Gardner) — 38 min 31 s - - |                  |
| Melanson Smith   | Gardiens | Dion                        | |                  |
|                  | |                             | |                  |
| 46               | Tirs | 21                          | |                  |

#### Rangers de New York contre Philadelphie
| 7 avril | Rangers de New York | 1-4 (1-2, 0-0, 0-2) | Flyers de Philadelphie | Madison Square Garden 17 370 spectateurs |

| Feuille de match | Feuille de match                                 | Feuille de match    | Feuille de match | Feuille de match |
| ---------------- | ------------------------------------------------ | ------------------- | --- | ---------------- |
|                  | Johnstone (Don Maloney, Ftorek) — 3 min 10 s - - | 1-0 1-1 1-2 1-3 1-4 | - Sittler (Sinisalo, Barber) — 6 min 31 s (SN) Propp (Kerr) — 15 min 24 s Sittler (Flockhart) — 42 min 30 s R. Allison (Barber, B. Wilson) — 45 min 17 s (SN) |                  |
| Mio              | Gardiens                                         | Peeters             | |                  |
|                  |                                                  |                     | |                  |
| 36               | Tirs                                             | 20                  | |                  |

| 8 avril | Rangers de New York | 7-3 (2-1, 3-1, 2-1) | Flyers de Philadelphie | Madison Square Garden 17 370 spectateurs |

| Feuille de match | Feuille de match | Feuille de match                        | Feuille de match | Feuille de match |
| ---------------- | --- | --------------------------------------- | --- | ---------------- |
|                  | - Vadnais (Leinonen, McClanahan) — 1 min 57 s Duguay (Beck, Rogers) — 13 min 47 s (SN) Don Maloney (Leinonen, Johnstone) — 26 min 17 s (SN) Ftorek (Johnstone, Leinonen) — 31 min 26 s (SN) - Silk (McClanahan, Leinonen) — 38 min 50 s McClanahan (Silk, Leinonen) — 44 min 31 s Johnstone (Leinonen, Silk) — 57 min 30 s (SN) - | 0-1 1-1 2-1 3-1 4-1 4-2 5-2 6-2 7-2 7-3 | Clarke (Barber, B. Wilson) — 48 s - R. Allison (B. Wilson, Propp) — 33 min 8 s (SN) - Linseman (Watson, Propp) — 59 min 27 s (SN) |                  |
| Mio              | Gardiens | Peeters                                 | |                  |
|                  | |                                         | |                  |
| 22               | Tirs | 26                                      | |                  |

| 10 avril | Flyers de Philadelphie | 3-4 (3-0, 0-3, 0-1) | Rangers de New York | The Spectrum 17 147 spectateurs |

| Feuille de match | Feuille de match | Feuille de match            | Feuille de match | Feuille de match |
| ---------------- | --- | --------------------------- | --- | ---------------- |
|                  | Clarke (Barber) — 4 min 51 s (IN) B. Wilson (Linseman, Barber) — 6 min 24 s (SN) Propp (Linseman, Kerr) — 10 min 46 s - - | 1-0 2-0 3-0 3-1 3-2 3-3 3-4 | - Rogers (Laidlaw, M. Allison) — 25 min 44 s Ruotsalainen (M. Allison) — 28 min 43 s (SN) Don Maloney (Rogers, Pavelich) — 39 min 6 s Connor (Rogers, Silk) — 58 min 51 s |                  |
| Peeters          | Gardiens | Mio                         | |                  |
|                  | |                             | |                  |
| 31               | Tirs | 30                          | |                  |

| 11 avril | Flyers de Philadelphie | 5-7 (0-1, 2-4, 3-2) | Rangers de New York | The Spectrum 17 147 spectateurs |

| Feuille de match                    | Feuille de match | Feuille de match                                | Feuille de match | Feuille de match |
| ----------------------------------- | --- | ----------------------------------------------- | --- | ---------------- |
|                                     | - Holmgren (B. Wilson, Sinisalo) — 24 min 5 s - Clarke (Hoffmeyer) — 36 min 14 s - Clarke (Sittler, Holmgren) — 44 min 8 s (SN) Sittler (Holmgren, Clarke) — 53 min 33 s Barber (Clarke) — 56 min 19 s (IN) - | 0-1 0-2 0-3 1-3 1-4 2-4 2-5 2-6 3-6 4-6 5-6 5-7 | Ftorek (Don Maloney, Dave Maloney) — 9 min 37 s (SN) Doré (Pavelich, Laidlaw) — 22 min 9 s Ftorek (Ruotsalainen, Don Maloney) — 23 min 42 s (SN) - Duguay (McClanahan, Dore) — 32 min 45 s - Pavelich (Ruotsalainen) — 37 min 17 s Dave Maloney (Beck, Rogers) — 41 min 25 s (SN) - - Duguay (Laidlaw) — 59 min 53 s (CV) |                  |
| Peeters (40 min) St. Croix (20 min) | Gardiens | Mio                                             | |                  |
|                                     | |                                                 | |                  |
| 43                                  | Tirs | 25                                              | |                  |

#### Minnesota contre Chicago
| 7 avril | North Stars du Minnesota | 2-3 (0-0, 1-1, 1-0, 1-1) | Black Hawks de Chicago | Met Center 15 597 spectateurs |

| Feuille de match | Feuille de match                                                             | Feuille de match    | Feuille de match                                                                                   | Feuille de match |
| ---------------- | ---------------------------------------------------------------------------- | ------------------- | -------------------------------------------------------------------------------------------------- | ---------------- |
|                  | Young (Solheim, Andersson) — 24 min 48 s - MacAdam (Barrett) — 49 min 13 s - | 1-0 1-1 1-2 2-2 2-3 | - D. Wilson (Lysiak) — 27 min 5 s (IN) Sharpley — 43 min 14 s - Fox (Savard, Secord) — 63 min 34 s |                  |
| Meloche          | Gardiens                                                                     | Bannerman           | |                  |
|                  |                                                                              |                     | |                  |
| 47               | Tirs                                                                         | 23                  | |                  |

| 8 avril | North Stars du Minnesota | 3-5 (0-0, 2-2, 1-3) | Black Hawks de Chicago | Met Center 15 546 spectateurs |

| Feuille de match | Feuille de match | Feuille de match                | Feuille de match | Feuille de match |
| ---------------- | --- | ------------------------------- | --- | ---------------- |
|                  | - Payne (Hartsburg, Maxwell) — 30 min 14 s (SN) Johnson (Andersson, Young) — 36 min 28 s - Smith (Payne, Hartsburg) — 57 min 3 s - | 0-1 0-2 1-2 2-2 2-3 2-4 3-4 3-5 | Lysiak (D. Wilson, Murray) — 23 min 17 s (SN) Feamster (Da. Sutter, Lysiak) — 24 min 1 s - Secord (Lysiak, Savard) — 47 min 46 s (SN) Savard (Sharpley) — 52 min 7 s - Lysiak — 59 min 42 s (CV) |                  |
| Beaupre Meloche  | Gardiens | Bannerman                       | |                  |
|                  | |                                 | |                  |
| 36               | Tirs | 28                              | |                  |

| 10 avril | Black Hawks de Chicago | 1-7 (1-3, 0-3, 0-1) | North Stars du Minnesota | Chicago Stadium 20 960 spectateurs |

| Feuille de match | Feuille de match                                 | Feuille de match                | Feuille de match | Feuille de match |
| ---------------- | ------------------------------------------------ | ------------------------------- | --- | ---------------- |
|                  | - Sharpley (Hutchison, Secord) — 12 min 51 s - - | 0-1 0-2 0-3 1-3 1-4 1-5 1-6 1-7 | Smith (Ciccarelli, McCarthy) — 2 min 25 s Ciccarelli (Smith, Roberts) — 10 min 22 s Johnson (McCarthy, Maxwell) — 12 min 25 s (SN) - Payne (Roberts) — 21 min 39 s Payne (Broten, Smith) — 25 min 1 s (SN) Ciccarelli (Payne, Smith) — 29 min 20 s (SN) Ciccarelli (Smith, Broten) — 41 min 30 s (SN) |                  |
| Bannerman        | Gardiens                                         | Meloche                         | |                  |
|                  |                                                  |                                 | |                  |
| 39               | Tirs                                             | 28                              | |                  |

| 11 avril | Black Hawks de Chicago | 5-2 (2-0, 1-2, 2-0) | North Stars du Minnesota | Chicago Stadium 14 367 spectateurs |

| Feuille de match | Feuille de match | Feuille de match            | Feuille de match                                                     | Feuille de match |
| ---------------- | --- | --------------------------- | -------------------------------------------------------------------- | ---------------- |
|                  | Preston (Ruskowski, Murray) — 35 s Mulvey (Lysiak) — 7 min 28 s - Secord (Savard) — 36 min 15 s (SN) Higgins — 40 min 40 s Sharpley (D. Wilson) — 59 min 49 s (CV) | 1-0 2-0 2-1 2-2 3-2 4-2 5-2 | - Hartsburg — 26 min 58 s Payne (Maxwell, Roberts) — 32 min 43 s - - |                  |
| Esposito         | Gardiens | Meloche Beaupre             |                                                                      |                  |
|                  | |                             |                                                                      |                  |
| 26               | Tirs | 33                          |                                                                      |                  |

#### Winnipeg contre Saint-Louis
| 7 avril | Jets de Winnipeg | 3-4 (2-1, 0-1, 1-2) | Blues de Saint-Louis | Winnipeg Arena 13 081 spectateurs |

| Feuille de match | Feuille de match | Feuille de match            | Feuille de match | Feuille de match |
| ---------------- | --- | --------------------------- | --- | ---------------- |
|                  | Lindstrom (Steen) — 1 min 20 s Hawerchuk (MacLean, Mantha) — 15 min 20 s - Lindstrom (D. Babych, Hawerchuk) — 55 min 3 s - - | 1-0 2-0 2-1 2-2 3-2 3-3 3-4 | - Turnbull (Hart) — 19 min 51 s Turnbull (Hart) — 26 min 7 s - Bri. Sutter (Federko, Mullen) — 55 min 17 s Lapointe (Federko, Mullen) — 58 min 2 s (SN) |                  |
| Staniowski       | Gardiens | Liut                        | |                  |
|                  | |                             | |                  |
| 36               | Tirs | 17                          | |                  |

| 8 avril | Jets de Winnipeg | 5-2 (1-1, 4-0, 0-1) | Blues de Saint-Louis | Winnipeg Arena 14 371 spectateurs |

| Feuille de match | Feuille de match | Feuille de match            | Feuille de match                                                                        | Feuille de match |
| ---------------- | --- | --------------------------- | --------------------------------------------------------------------------------------- | ---------------- |
|                  | - MacLean (Hawerchuk, Christian) — 15 min 35 s (SN) D. Babych (Hawerchuk, Mantha) — 25 min 23 s (SN) MacLean (D. Babych, Hawerchuk) — 30 min 7 s (SN) DeBlois (Lukowich, Watters) — 31 min 7 s Dupont (MacLean, Hawerchuk) — 35 min 47 s (SN) - | 0-1 1-1 2-1 3-1 4-1 5-1 5-2 | Bri. Sutter (Mullen, Federko) — 8 min 5 s - Bri. Sutter (Federko, Mullen) — 51 min 15 s |                  |
| Soetaert         | Gardiens | Liut                        |                                                                                         |                  |
|                  | |                             |                                                                                         |                  |
| 33               | Tirs | 35                          |                                                                                         |                  |

| 10 avril | Blues de Saint-Louis | 6-3 (2-1, 3-0, 1-2) | Jets de Winnipeg | The Checkerdome 13 827 spectateurs |

| Feuille de match | Feuille de match | Feuille de match                    | Feuille de match | Feuille de match |
| ---------------- | --- | ----------------------------------- | --- | ---------------- |
|                  | - Bri. Sutter (Mullen, Federko) — 7 min 36 s Mullen — 14 min 24 s Dunlop (W. Babych) — 28 min 10 s Crombeen (Patey, Klassen) — 29 min 32 s Bri. Sutter (Kea) — 39 min 35 s Mullen (Hart, Federko) — 41 min 54 s - - | 0-1 1-1 2-1 3-1 4-1 5-1 6-1 6-2 6-3 | Lundholm (Steen, Lindstrom) — 1 min 39 s - Mantha (Steen, Lundholm) — 46 min 6 s MacLean (Hawerchuk, Mantha) — 51 min 56 s |                  |
| Liut             | Gardiens | Soetaert                            | |                  |
|                  | |                                     | |                  |
| 27               | Tirs | 30                                  | |                  |

| 11 avril | Blues de Saint-Louis | 8-2 (4-0, 3-1, 1-1) | Jets de Winnipeg | The Checkerdome 12 676 spectateurs |

| Feuille de match | Feuille de match | Feuille de match                        | Feuille de match                                                                             | Feuille de match |
| ---------------- | --- | --------------------------------------- | -------------------------------------------------------------------------------------------- | ---------------- |
|                  | Turnbull (Dunlop, W. Babych) — 5 min 36 s (SN) Patey (Mullen, Federko) — 6 min 17 s Bri. Sutter (Federko, Mullen) — 7 min 18 s Bri. Sutter (Federko, Mullen) — 16 min 1 s Dunlop (Turnbull) — 27 min 44 s - Kea (Mullen, Federko) — 37 min 7 s Federko (Bri. Sutter) — 38 min 37 s - Mullen (Bri. Sutter) — 48 min 17 s | 1-0 2-0 3-0 4-0 5-0 5-1 6-1 7-1 7-2 8-2 | - DeBlois (Steen, Lukowich) — 32 min 32 s - Dupont (Hawerchuk, DeBlois) — 46 min 36 s (SN) - |                  |
| Liut             | Gardiens | Staniowski                              |                                                                                              |                  |
|                  | |                                         |                                                                                              |                  |
| 25               | Tirs | 41                                      |                                                                                              |                  |

#### Edmonton contre Los Angeles
| 7 avril | Oilers d'Edmonton | 8-10 (4-3, 2-5, 2-2) | Kings de Los Angeles | Northlands Coliseum 17 490 spectateurs |

| Feuille de match | Feuille de match | Feuille de match                                                         | Feuille de match | Feuille de match |
| ---------------- | --- | ------------------------------------------------------------------------ | --- | ---------------- |
|                  | Anderson (Lowe, Kurri) — 1 min 35 s - Roulston (Hughes) — 6 min 16 s Siltanen (Anderson, Gretzky) — 6 min 36 s Siltanen (Gretzky, Kurri) — 9 min 2 s (SN) - Huddy — 33 min 30 s (IN) - Lumley (Gretzky, Lariviere) — 37 min 22 s - Gretzky (Anderson, Kurri) — 50 min 20 s Hagman (Messier, Siltanen) — 52 min 10 s - - | 1-0 1-1 2-1 3-1 4-1 4-2 4-3 4-4 4-5 5-5 5-6 5-7 6-7 6-8 7-8 8-8 8-9 8-10 | - Bozek (Fox, Evans) — 6 min (SN) - Fox (Lewis) — 14 min 9 s Taylor (Simmer) — 19 min 53 s (SN) Smith — 23 min 11 s Dionne (Taylor, L. Murphy) — 29 min 17 s (SN) - Dionne (Taylor, Evans) — 34 min 17 s (SN) Evans (Smith, Hopkins) — 35 min - Evans (Bonar, Lewis) — 39 min 36 s - Simmer (Taylor, Dionne) — 54 min 56 s Nicholls (Fox) — 59 min 8 s (CV) |                  |
| Fuhr             | Gardiens | Lessard                                                                  | |                  |
|                  | |                                                                          | |                  |
| 33               | Tirs | 35                                                                       | |                  |

| 8 avril | Oilers d'Edmonton | 3-2 (pr) (1-0, 0-2, 1-1, 0-0) | Kings de Los Angeles | Northlands Coliseum 17 490 spectateurs |

| Feuille de match | Feuille de match                                                                                                  | Feuille de match    | Feuille de match                                                | Feuille de match |
| ---------------- | --- | ------------------- | --------------------------------------------------------------- | ---------------- |
|                  | Hughes (Hunter, Fogolin) — 1 min 55 s - Kurri (Huddy, Gretzky) — 55 min 6 s Gretzky (Huddy, Lumley) — 66 min 20 s | 1-0 1-1 1-2 2-2 3-2 | - Nicholls (Simmer, Wells) — 25 min 33 s Evans — 33 min 7 s - - |                  |
| Fuhr             | Gardiens | Lessard             |                                                                 |                  |
|                  | |                     |                                                                 |                  |
| 45               | Tirs | 35                  |                                                                 |                  |

| 10 avril | Kings de Los Angeles | 6-5 (pr) (0-2, 0-3, 5-0, 1-0) | Oilers d'Edmonton | The Forum 16 005 spectateurs |

| Feuille de match | Feuille de match | Feuille de match                            | Feuille de match | Feuille de match |
| ---------------- | --- | ------------------------------------------- | --- | ---------------- |
|                  | - Wells (Dionne, L. Murphy) — 42 min 36 s Smith (Hardy, Korab) — 45 min 58 s (SN) Simmer (Hopkins) — 54 min 38 s Hardy (Bozek) — 55 min 59 s Bozek (Hardy, Dionne) — 59 min 55 s (SN) Evans (Smith) — 62 min 35 s | 0-1 0-2 0-3 0-4 0-5 1-5 2-5 3-5 4-5 5-5 6-5 | Messier (Anderson) — 10 min 39 s Gretzky — 19 min 23 s (IN) Fogolin (Gretzky, Lowe) — 20 min 43 s (IN) Siltanen (Gretzky) — 25 min 15 s Gretzky (Anderson, Gregg) — 34 min 2 s - - |                  |
| Lessard          | Gardiens | Fuhr                                        | |                  |
|                  | |                                             | |                  |
| 51               | Tirs | 35                                          | |                  |

| 12 avril | Kings de Los Angeles | 2-3 (1-1, 0-2, 1-0) | Oilers d'Edmonton | The Forum 16 005 spectateurs |

| Feuille de match | Feuille de match                                                              | Feuille de match    | Feuille de match | Feuille de match |
| ---------------- | ----------------------------------------------------------------------------- | ------------------- | --- | ---------------- |
|                  | Dionne (Evans) — 5 min 27 s (SN) - M. Murphy (Evans, L. Murphy) — 48 min 44 s | 1-0 1-1 1-2 1-3 2-3 | - Kurri (Gretzky, Fuhr) — 10 min 18 s Hughes (Boschman, Lowe) — 31 min 40 s Anderson (Kurri, Gregg) — 34 min 44 s - |                  |
| Lessard          | Gardiens                                                                      | Fuhr                | |                  |
|                  |                                                                               |                     | |                  |
| 25               | Tirs                                                                          | 21                  | |                  |

| 13 avril | Oilers d'Edmonton | 4-7 (2-3, 0-3, 2-1) | Kings de Los Angeles | Northlands Coliseum 17 490 spectateurs |

| Feuille de match | Feuille de match | Feuille de match                            | Feuille de match | Feuille de match |
| ---------------- | --- | ------------------------------------------- | --- | ---------------- |
|                  | - Gretzky (Anderson, Kurri) — 7 min 59 s (SN) - Coffey (Siltanen, Messier) — 19 min 26 s (SN) - Unger — 45 min 51 s Lumley (Coffey) — 54 min 24 s | 0-1 0-2 1-2 1-3 2-3 2-4 2-5 2-6 2-7 3-7 4-7 | Simmer (Lewis) — 3 min 22 s Simmer (Hopkins, Wells) — 6 min 6 s (SN) - Evans — 15 min 53 s (SN) - Dionne (Evans, Lessard) — 21 min 9 s Nicholls (Fox) — 26 min 49 s Bonar (Chartraw, Simmer) — 35 min 15 s Bonar (Taylor, Lewis) — 43 min 6 s - - |                  |
| Fuhr             | Gardiens | Lessard                                     | |                  |
|                  | |                                             | |                  |
| 44               | Tirs | 31                                          | |                  |

#### Vancouver contre Calgary
| 7 avril | Canucks de Vancouver | 5-3 (2-1, 0-0, 3-2) | Flames de Calgary | Pacific Coliseum 11 701 spectateurs |

| Feuille de match | Feuille de match | Feuille de match                | Feuille de match | Feuille de match |
| ---------------- | --- | ------------------------------- | --- | ---------------- |
|                  | Smyl (Gradin, Fraser) — 8 s Boldirev — 10 min 29 s (SN) - Lindgren (Gradin) — 43 min 6 s Molin (Rota) — 47 min 9 s - Lupul (Williams) — 53 min 58 s | 1-0 2-0 2-1 3-1 4-1 4-2 4-3 5-3 | - Bridgman (Nilsson, Russell) — 13 min 7 s - Plett (Chouinard, McDonald) — 48 min 8 s (SN) Bridgman (Nilsson, Plett) — 52 min 47 s - |                  |
| Brodeur          | Gardiens | Riggin                          | |                  |
|                  | |                                 | |                  |
| 35               | Tirs | 25                              | |                  |

| 8 avril | Canucks de Vancouver | 2-1 (pr) (0-0, 1-1, 0-1, 0-0) | Flames de Calgary | Pacific Coliseum 12 288 spectateurs |

| Feuille de match | Feuille de match                                                                 | Feuille de match | Feuille de match                    | Feuille de match |
| ---------------- | -------------------------------------------------------------------------------- | ---------------- | ----------------------------------- | ---------------- |
|                  | - Crawford (Boldirev, Lindgren) — 28 min Williams (Molin, Snepsts) — 74 min 20 s | 0-1 1-1 2-1      | Houston (Nilsson) — 27 min 49 s - - |                  |
| Brodeur          | Gardiens                                                                         | Riggin           |                                     |                  |
|                  |                                                                                  |                  |                                     |                  |
| 40               | Tirs                                                                             | 40               |                                     |                  |

| 10 avril | Flames de Calgary | 1-3 (1-1, 0-0, 0-2) | Canucks de Vancouver | Stampede Corral 7 234 spectateurs |

| Feuille de match | Feuille de match                                   | Feuille de match | Feuille de match                                                                                                  | Feuille de match |
| ---------------- | -------------------------------------------------- | ---------------- | --- | ---------------- |
|                  | Peplinski (Reinhart, Plett) — 13 min 14 s (SN) - - | 1-0 1-1 1-2 1-3  | - Gradin (Hlinka, Brodeur) — 16 min 41 s (SN) Williams (Belland, Lupul) — 48 min 17 s Gradin (Nill) — 57 min 59 s |                  |
| Riggin           | Gardiens                                           | Brodeur          | |                  |
|                  |                                                    |                  | |                  |
| 43               | Tirs                                               | 24               | |                  |

### Finales de divisions

#### Boston contre Québec
| 15 avril | Bruins de Boston | 4-3 (2-2, 0-0, 2-1) | Nordiques de Québec | Boston Garden 14 673 spectateurs |

| Feuille de match | Feuille de match | Feuille de match            | Feuille de match | Feuille de match |
| ---------------- | --- | --------------------------- | --- | ---------------- |
|                  | - Pederson (Middleton) — 5 min 18 s Barr (Bourque) — 7 min 29 s - Kasper (K. Crowder, Marcotte) — 50 min 50 s Bourque (B. Crowder, Middleton) — 59 min 5 s | 0-1 1-1 2-1 2-2 2-3 3-3 4-3 | Goulet (Hunter, Pichette) — 4 min 12 s - Cloutier (Hunter, Dupont) — 11 min 24 s Cloutier (Goulet) — 48 min 10 s - - |                  |
| Moffat           | Gardiens | Bouchard                    | |                  |
|                  | |                             | |                  |
| 38               | Tirs | 24                          | |                  |

| 16 avril | Bruins de Boston | 8-4 (2-2, 3-0, 3-2) | Nordiques de Québec | Boston Garden 14 367 spectateurs |

| Feuille de match | Feuille de match | Feuille de match                                | Feuille de match | Feuille de match |
| ---------------- | --- | ----------------------------------------------- | --- | ---------------- |
|                  | - Kasper (K. Crowder, Park) — 8 min 10 s Middleton (Milbury) — 14 min 34 s - Pederson (Bourque, Middleton) — 20 min 37 s Fergus (McNab) — 25 min 36 s Pederson (Milbury, Middleton) — 33 min 37 s B. Crowder (Middleton, Pederson) — 42 min 34 s O'Reilly (Park) — 43 min 45 s - - B. Crowder (Kasper, Melnyk) — 59 min 51 s | 0-1 1-1 2-1 2-2 3-2 4-2 5-2 6-2 7-2 7-3 7-4 8-4 | Paiement (Rochefort) — 29 s - Marois (Cloutier, Goulet) — 16 min 24 s - M. Šťastný (Pichette) — 58 min 39 s Goulet (Hunter) — 59 min 36 s - |                  |
| Moffat           | Gardiens | Garrett                                         | |                  |
|                  | |                                                 | |                  |
| 40               | Tirs | 31                                              | |                  |

| 18 avril | Nordiques de Québec | 3-2 (pr) (1-1, 1-1, 0-1, 0-0) | Bruins de Boston | Colisée de Québec 15 302 spectateurs |

| Feuille de match | Feuille de match | Feuille de match    | Feuille de match                                                                             | Feuille de match |
| ---------------- | --- | ------------------- | -------------------------------------------------------------------------------------------- | ---------------- |
|                  | - A. Šťastný (P. Šťastný, M. Šťastný) — 19 min 13 s - Cloutier (Pichette, Paiement) — 34 min 53 s Paiement (A. Šťastný, P. Šťastný) — 71 min 44 s | 0-1 1-1 1-2 2-2 3-2 | O'Connell (Melnyk, Kasper) — 9 min 26 s - Middleton (Pederson, B. Crowder) — 24 min 15 s - - |                  |
| Garrett          | Gardiens | Moffat              |                                                                                              |                  |
|                  | |                     |                                                                                              |                  |
| 35               | Tirs | 30                  |                                                                                              |                  |

| 19 avril | Nordiques de Québec | 7-2 (2-0, 4-1, 1-1) | Bruins de Boston | Colisée de Québec 15 287 spectateurs |

| Feuille de match | Feuille de match | Feuille de match                    | Feuille de match                                                                                   | Feuille de match |
| ---------------- | --- | ----------------------------------- | -------------------------------------------------------------------------------------------------- | ---------------- |
|                  | M. Šťastný (A. Šťastný, P. Šťastný) — 8 min 10 s Paiement (Côté) — 8 min 44 s Cloutier (Hickey, Marois) — 22 min 16 s Goulet (M. Šťastný, P. Šťastný) — 28 min 53 s (SN) Goulet — 30 min 51 s (IN) - A. Šťastný (Cloutier, Paiement) — 38 min 49 s (SN) P. Šťastný — 42 min 30 s (SN) - | 1-0 2-0 3-0 4-0 5-0 5-1 6-1 7-1 7-2 | - B. Crowder (Kasper, Cashman) — 31 min 55 s (SN) - Fergus (Middleton, Pederson) — 57 min 1 s (SN) |                  |
| Garrett          | Gardiens | Moffat (40 min) Vachon (20 min)     | |                  |
|                  | |                                     | |                  |
| 29               | Tirs | 35                                  | |                  |

| 21 avril | Bruins de Boston | 3-4 (1-2, 1-1, 1-1) | Nordiques de Québec | Boston Garden 14 673 spectateurs |

| Feuille de match | Feuille de match | Feuille de match            | Feuille de match | Feuille de match |
| ---------------- | --- | --------------------------- | --- | ---------------- |
|                  | - Fergus (Cashman, O'Connell) — 6 min 18 s (SN) - Middleton (Pederson, Kasper) — 28 min 57 s (SN) - Middleton (Pederson, Moffat) — 45 min 46 s | 0-1 1-1 1-2 2-2 2-3 2-4 3-4 | M. Šťastný (P. Šťastný, A. Šťastný) — 2 min 8 s (SN) - P. Šťastný (A. Šťastný, M. Šťastný) — 6 min 47 s - Cloutier (Hunter, Goulet) — 36 min 55 s P. Šťastný (Dupont) — 43 min 2 s - |                  |
| Moffat           | Gardiens | Garrett                     | |                  |
|                  | |                             | |                  |
| 23               | Tirs | 17                          | |                  |

| 23 avril | Nordiques de Québec | 5-6 (pr) (1-3, 3-2, 1-0, 0-1) | Bruins de Boston | Colisée de Québec 15 330 spectateurs |

| Feuille de match | Feuille de match | Feuille de match                            | Feuille de match | Feuille de match |
| ---------------- | --- | ------------------------------------------- | --- | ---------------- |
|                  | - P. Šťastný (M. Šťastný, A. Šťastný) — 9 min 54 s (SN) Cloutier (Goulet, Hunter) — 21 min 47 s - Paiement (M. Šťastný, P. Šťastný) — 36 min 1 s Cloutier (Goulet, Hunter) — 37 min 41 s Goulet (Marois, Hickey) — 44 min 6 s - | 0-1 0-2 0-3 1-3 2-3 2-4 2-5 3-5 4-5 5-5 5-6 | K. Crowder (Melnyk) — 4 min 18 s O'Reilly (Pederson) — 5 min 16 s McNab (Pederson, Park) — 8 min 44 s (SN) - Pederson (K. Crowder) — 27 min 50 s B. Crowder (O'Connell, Marcotte) — 29 min 52 s - McNab (O'Reilly, Gillis) — 70 min 54 s |                  |
| Garrett          | Gardiens | Moffat                                      | |                  |
|                  | |                                             | |                  |
| 28               | Tirs | 29                                          | |                  |

| 25 avril | Bruins de Boston | 1-2 (0-0, 1-1, 0-1) | Nordiques de Québec | Boston Garden 14 673 spectateurs |

| Feuille de match | Feuille de match                   | Feuille de match | Feuille de match                                                                                        | Feuille de match |
| ---------------- | ---------------------------------- | ---------------- | --- | ---------------- |
|                  | - McNab (O'Reilly) — 33 min 35 s - | 0-1 1-1 1-2      | Goulet (P. Šťastný, Paiement) — 29 min 56 s (SN) - Pichette (M. Šťastný, P. Šťastný) — 49 min 39 s (SN) |                  |
| Moffat           | Gardiens                           | Bouchard         | |                  |
|                  |                                    |                  | |                  |
| 29               | Tirs                               | 22               | |                  |

#### Islanders de New York contre Rangers de New York
| 15 avril | Islanders de New York | 4-5 (3-3, 0-1, 1-1) | Rangers de New York | Nassau Veterans Memorial Coliseum 15 271 spectateurs |

| Feuille de match | Feuille de match | Feuille de match                    | Feuille de match | Feuille de match |
| ---------------- | --- | ----------------------------------- | --- | ---------------- |
|                  | - Langevin (McEwen) — 4 min 4 s - Bossy (Bourne, Trottier) — 11 min 43 s Nystrom (Tonelli, Goring) — 16 min 51 s - Tonelli (Nystrom, Goring) — 55 min 44 s - | 0-1 1-1 1-2 2-2 3-2 3-3 3-4 4-4 4-5 | Duguay (M. Allison, McClanahan) — 3 min 19 s - Connor (Beck, Ruotsalainen) — 7 min 13 s - Ftorek (Don Maloney, Dave Maloney) — 17 min 28 s McClanahan — 34 min 56 s - Ruotsalainen (Fotiu, Rogers) — 58 min 2 s |                  |
| Smith            | Gardiens | Moi Weeks                           | |                  |
|                  | |                                     | |                  |
| 39               | Tirs | 29                                  | |                  |

| 16 avril | Islanders de New York | 7-2 (3-0, 2-1, 2-1) | Rangers de New York | Nassau Veterans Memorial Coliseum 15 230 spectateurs |

| Feuille de match | Feuille de match | Feuille de match                    | Feuille de match                                                                      | Feuille de match |
| ---------------- | --- | ----------------------------------- | ------------------------------------------------------------------------------------- | ---------------- |
|                  | Potvin (Bossy, Trottier) — 5 min 34 s (SN) Carroll (Goring) — 11 min 3 s (IN) Du. Sutter (Kallur, Potvin) — 16 min 29 s Du. Sutter (Bre. Sutter) — 30 min 21 s Bossy (Jonsson, Trottier) — 33 min 5 s - Trottier (Tonelli, Kallur) — 44 min 29 s McEwen (Kallur, Potvin) — 52 min 9 s (SN) - | 1-0 2-0 3-0 4-0 5-0 5-1 6-1 7-1 7-2 | - Ftorek (Dave Maloney, Johnstone) — 37 min 32 s (SN) - Leinonen (Silk) — 55 min 41 s |                  |
| Smith            | Gardiens | Weeks                               |                                                                                       |                  |
|                  | |                                     |                                                                                       |                  |
| 26               | Tirs | 20                                  |                                                                                       |                  |

| 18 avril | Rangers de New York | 3-4 (pr) (1-1, 0-1, 2-0, 1-1) | Islanders de New York | Madison Square Garden 17 392 spectateurs |

| Feuille de match | Feuille de match                                                                                       | Feuille de match            | Feuille de match | Feuille de match |
| ---------------- | --- | --------------------------- | --- | ---------------- |
|                  | - Ftorek (Don Maloney) — 14 min 6 s - Ruotsalainen (Rogers) — 40 min 19 s M. Allison — 43 min 18 s - - | 0-1 1-1 1-2 2-2 3-2 3-3 3-4 | Bossy — 12 min 12 s - Bourne (McEwen, Potvin) — 27 min 44 s (SN) - Bourne (Langevin, Bossy) — 48 min 26 s Trottier (Morrow) — 63 min |                  |
| Mio              | Gardiens                                                                                               | Smith                       | |                  |
|                  | |                             | |                  |
| 25               | Tirs                                                                                                   | 33                          | |                  |

| 19 avril | Rangers de New York | 3-5 (1-1, 1-2, 1-2) | Islanders de New York | Madison Square Garden 17 390 spectateurs |

| Feuille de match                          | Feuille de match | Feuille de match                | Feuille de match | Feuille de match |
| ----------------------------------------- | --- | ------------------------------- | --- | ---------------- |
|                                           | - Duguay (Pavelich, McClanahan) — 13 min 13 s Don Maloney (Ftorek, Johnstone) — 24 min 31 s (SN) - Connor (Fotiu, Beck) — 46 min 19 s - - | 0-1 1-1 2-1 2-2 2-3 3-3 3-4 3-5 | Bossy (Gillies, Trottier) — 10 min 25 s - Potvin (Trottier, Bossy) — 25 min 37 s Gillies (Trottier, Bossy) — 33 min 8 s (SN) - Du. Sutter (Merrick) — 52 min 27 s Goring — 59 min 25 s (CV) |                  |
| Davidson (33 min 8 s) Weeks (26 min 52 s) | Gardiens | Smith                           | |                  |
|                                           | |                                 | |                  |
| 25                                        | Tirs | 24                              | |                  |

| 21 avril | Islanders de New York | 2-4 (1-1, 1-2, 0-1) | Rangers de New York | Nassau Veterans Memorial Coliseum 15 241 spectateurs |

| Feuille de match                | Feuille de match                                                                               | Feuille de match        | Feuille de match | Feuille de match |
| ------------------------------- | ---------------------------------------------------------------------------------------------- | ----------------------- | --- | ---------------- |
|                                 | - Tonelli (McEwen, Nystrom) — 18 min 9 s (SN) - Bourne (Potvin, Trottier) — 33 min 14 s (IN) - | 0-1 1-1 1-2 1-3 2-3 2-4 | Duguay (Ftorek) — 8 min 47 s - Don Maloney (Ftorek, Johnstone) — 20 min 39 s Silk — 23 min 24 s - Connor (Dave Maloney, Johnstone) — 41 min 31 s (SN) |                  |
| Smith (58 min) Melanson (2 min) | Gardiens                                                                                       | Mio                     | |                  |
|                                 |                                                                                                |                         | |                  |
| 31                              | Tirs                                                                                           | 27                      | |                  |

| 23 avril | Rangers de New York | 3-5 (1-1, 1-2, 1-2) | Islanders de New York | Madison Square Garden 17 390 spectateurs |

| Feuille de match | Feuille de match | Feuille de match                | Feuille de match | Feuille de match |
| ---------------- | --- | ------------------------------- | --- | ---------------- |
|                  | - Ruotsalainen (Duguay, Pavelich) — 13 min 13 s (SN) - Beck (Ruotsalainen, Pavelich) — 31 min 34 s (SN) - Ftorek (Beck, Ruotsalainen) — 45 min 46 s - - | 0-1 1-1 1-2 2-2 2-3 3-3 3-4 3-5 | Goring — 11 min 1 s - Goring (Merrick) — 20 min 33 s - Bourne (Langevin, Bossy) — 38 min 17 s - Langevin (Merrick) — 53 min 52 s Bourne (Potvin) — 59 min 28 s (CV) |                  |
| Mio Weeks        | Gardiens | Smith                           | |                  |
|                  | |                                 | |                  |
| 25               | Tirs | 30                              | |                  |

#### Saint-Louis contre Chicago
| 15 avril | Blues de Saint-Louis | 4-5 (0-2, 3-0, 1-3) | Black Hawks de Chicago | The Checkerdome 15 087 spectateurs |

| Feuille de match | Feuille de match | Feuille de match                    | Feuille de match | Feuille de match |
| ---------------- | --- | ----------------------------------- | --- | ---------------- |
|                  | - Klassen (Crombeen, Patey) — 21 min 49 s W. Babych (Turnbull, Dunlop) — 27 min 14 s Crombeen (Brownschidle, Patey) — 31 min 54 s - Mullen (Federko, Bri. Sutter) — 52 min 57 s - | 0-1 0-2 1-2 2-2 3-2 3-3 3-4 4-4 4-5 | Higgins — 1 min 47 s Hutchison (Savard) — 8 min 8 s - Savard (Fox, Feamster) — 40 min 19 s Lysiak (Preston, Feamster) — 42 min 39 s - D. Wilson (Secord, Savard) — 54 min 44 s |                  |
| Liut             | Gardiens | Bannerman Esposito                  | |                  |
|                  | |                                     | |                  |
| 40               | Tirs | 28                                  | |                  |

| 16 avril | Blues de Saint-Louis | 3-1 (1-1, 1-0, 1-0) | Black Hawks de Chicago | The Checkerdome 16 033 spectateurs |

| Feuille de match | Feuille de match                                                                                | Feuille de match | Feuille de match                                | Feuille de match |
| ---------------- | ----------------------------------------------------------------------------------------------- | ---------------- | ----------------------------------------------- | ---------------- |
|                  | - Federko — 9 min 10 s (SN) W. Babych (Pettersson) — 21 min 58 s Mullen (Federko) — 55 min 57 s | 0-1 1-1 2-1 3-1  | Lysiak (Secord, Crossman) — 4 min 26 s (SN) - - |                  |
| Liut             | Gardiens                                                                                        | Esposito         |                                                 |                  |
|                  |                                                                                                 |                  |                                                 |                  |
| 32               | Tirs                                                                                            | 27               |                                                 |                  |

| 18 avril | Black Hawks de Chicago | 6-5 (3-1, 2-1, 1-3) | Blues de Saint-Louis | Chicago Stadium 17 748 spectateurs |

| Feuille de match | Feuille de match | Feuille de match                            | Feuille de match | Feuille de match |
| ---------------- | --- | ------------------------------------------- | --- | ---------------- |
|                  | Murray (Savard, Fox) — 1 min 21 s Lysiak (D. Wilson, Crossman) — 2 min 44 s (SN) Higgins (Fox) — 3 min 1 s - Paterson (Feamster) — 21 min 9 s (IN) Savard (Pavese, D. Wilson) — 32 min 39 s (SN) - Gardner (Mulvey, Preston) — 52 min 26 s - - | 1-0 2-0 3-0 3-1 4-1 5-1 5-2 6-2 6-3 6-4 6-5 | - W. Babych (Pavese, Pettersson) — 11 min 59 s - Mullen (Pavese, R. Wilson) — 33 min 3 s - Mullen (Federko, Bri. Sutter) — 57 min 41 s (SN) Bri. Sutter (Federko) — 57 min 56 s Zuke (Mullen, Bri. Sutter) — 59 min 57 s |                  |
| Bannerman        | Gardiens | Liut (3 min 1 s) Hanlon (56 min 59 s)       | |                  |
|                  | |                                             | |                  |
| 33               | Tirs | 35                                          | |                  |

| 19 avril | Black Hawks de Chicago | 7-4 (2-1, 2-3, 3-0) | Blues de Saint-Louis | Chicago Stadium 17 926 spectateurs |

| Feuille de match | Feuille de match | Feuille de match                            | Feuille de match | Feuille de match |
| ---------------- | --- | ------------------------------------------- | --- | ---------------- |
|                  | - Savard — 9 min 5 s (SN) Savard (Lysiak, D. Wilson) — 12 min 54 s (SN) - Paterson (Gardner) — 32 min 4 s Murray (Paterson, Marsh) — 37 min 18 s Bulley (Lysiak, Feamster) — 44 min 23 s Savard (Paterson) — 51 min 24 s Bulley (Paterson) — 57 min 59 s | 0-1 1-1 2-1 2-2 2-3 2-4 3-4 4-4 5-4 6-4 7-4 | Crombeen (Patey, Klassen) — 5 min 53 s - Patey — 20 min 27 s (IN) Klassen — 24 min 25 s Anderson (Reeds, R. Wilson) — 27 min 51 s - - |                  |
| Bannerman        | Gardiens | Hanlon Liut                                 | |                  |
|                  | |                                             | |                  |
| 30               | Tirs | 32                                          | |                  |

| 21 avril | Blues de Saint-Louis | 3-2 (pr) (1-1, 1-1, 0-1, 0-0) | Black Hawks de Chicago | The Checkerdome 12 107 spectateurs |

| Feuille de match | Feuille de match | Feuille de match    | Feuille de match                                                          | Feuille de match |
| ---------------- | --- | ------------------- | ------------------------------------------------------------------------- | ---------------- |
|                  | - Anderson (R. Wilson, Federko) — 14 min 9 s (SN) Pettersson (Zuke, Pavese) — 22 min 29 s (SN) - Federko (Mullen, Bri. Sutter) — 63 min 28 s | 0-1 1-1 2-1 2-2 3-2 | Savard (Hutchison, Secord) — 9 min 11 s - Mulvey (Gardner) — 24 min 8 s - |                  |
| Liut             | Gardiens | Bannerman           |                                                                           |                  |
|                  | |                     |                                                                           |                  |
| 23               | Tirs | 24                  |                                                                           |                  |

| 23 avril | Black Hawks de Chicago | 2-0 (0-0, 2-0, 0-0) | Blues de Saint-Louis | Chicago Stadium 19 252 spectateurs |

| Feuille de match | Feuille de match                                                                   | Feuille de match | Feuille de match | Feuille de match |
| ---------------- | ---------------------------------------------------------------------------------- | ---------------- | ---------------- | ---------------- |
|                  | Savard (Sharpley, Preston) — 32 min 18 s Preston (Ruskowski, Mulvey) — 36 min 55 s | 1-0 2-0          | - -              |                  |
| Esposito         | Gardiens                                                                           | Liut             |                  |                  |
|                  |                                                                                    |                  |                  |                  |
| 27               | Tirs                                                                               | 31               |                  |                  |

#### Vancouver contre Los Angeles
| 15 avril | Canucks de Vancouver | 3-2 (0-1, 2-1, 1-0) | Kings de Los Angeles | Pacific Coliseum 14 601 spectateurs |

| Feuille de match | Feuille de match                                                                                              | Feuille de match    | Feuille de match                                                  | Feuille de match |
| ---------------- | --- | ------------------- | ----------------------------------------------------------------- | ---------------- |
|                  | - Hlinka (Smyl, Rota) — 32 min 5 s (SN) - Hlinka (Halward, Molin) — 35 min 38 s (SN) Lupul (Delorme) — 45 min | 0-1 1-1 1-2 2-2 3-2 | Bozek — 18 min 51 s - L. Murphy (Dionne, Evans) — 32 min 30 s - - |                  |
| Brodeur          | Gardiens | Lessard             |                                                                   |                  |
|                  | |                     |                                                                   |                  |
| 39               | Tirs | 29                  |                                                                   |                  |

| 16 avril | Canucks de Vancouver | 2-3 (pr) (1-0, 1-2, 0-0, 0-1) | Kings de Los Angeles | Pacific Coliseum 16 413 spectateurs |

| Feuille de match | Feuille de match                                                   | Feuille de match    | Feuille de match | Feuille de match |
| ---------------- | ------------------------------------------------------------------ | ------------------- | --- | ---------------- |
|                  | Rota (Campbell) — 6 min 10 s - Smyl (Rota, Hlinka) — 31 min 24 s - | 1-0 1-1 1-2 2-2 2-3 | - Taylor (Bonar, Simmer) — 20 min 50 s Dionne (L. Murphy, Wells) — 30 min 2 s - Bozek (Chartraw, Bonar) — 64 min 33 s |                  |
| Brodeur          | Gardiens                                                           | Lessard             | |                  |
|                  |                                                                    |                     | |                  |
| 23               | Tirs                                                               | 35                  | |                  |

| 18 avril | Kings de Los Angeles | 3-4 (pr) (0-1, 2-1, 1-0, 1-1) | Canucks de Vancouver | The Forum 16 005 spectateurs |

| Feuille de match | Feuille de match | Feuille de match            | Feuille de match | Feuille de match |
| ---------------- | --- | --------------------------- | --- | ---------------- |
|                  | - Kelly (L. Murphy, Fox) — 23 min 14 s (SN) Taylor (L. Murphy, Simmer) — 33 min 6 s (SN) - Dionne (M. Murphy, Lessard) — 40 min 3 s - - | 0-1 1-1 2-1 2-2 3-2 3-3 3-4 | Campbell (Lupul, Williams) — 18 min 9 s - Gradin (Smyl, Fraser) — 39 min 15 s - Smyl (Halward, Gradin) — 54 min 12 s Campbell (Hlinka) — 61 min 23 s |                  |
| Lessard          | Gardiens | Brodeur                     | |                  |
|                  | |                             | |                  |
| 44               | Tirs | 28                          | |                  |

| 19 avril | Kings de Los Angeles | 4-5 (1-1, 2-3, 1-1) | Canucks de Vancouver | The Forum 16 005 spectateurs |

| Feuille de match                         | Feuille de match | Feuille de match                    | Feuille de match | Feuille de match |
| ---------------------------------------- | --- | ----------------------------------- | --- | ---------------- |
|                                          | - Dionne (Evans, Taylor) — 15 min 23 s (SN) - M. Murphy (Evans) — 29 min 5 s Taylor (L. Murphy, Simmer) — 31 min 8 s - Smith (Hopkins, Korab) — 53 min 40 s | 0-1 1-1 1-2 1-3 1-4 2-4 3-4 3-5 4-5 | Boldirev — 8 min 9 s - Fraser (Smyl, Gradin) — 20 min 31 s Williams (Boldirev, Delorme) — 26 min 19 s Rota (Hlinka, Smyl) — 28 min 2 s (SN) - Boldirev (Williams, Belland) — 41 min 41 s - |                  |
| Lessard (28 min 2 s) Keans (31 min 59 s) | Gardiens | Brodeur                             | |                  |
|                                          | |                                     | |                  |
| 37                                       | Tirs | 16                                  | |                  |

| 21 avril | Canucks de Vancouver | 5-2 (2-1, 2-1, 1-0) | Kings de Los Angeles | Pacific Coliseum 16 143 spectateurs |

| Feuille de match | Feuille de match | Feuille de match            | Feuille de match                                                          | Feuille de match |
| ---------------- | --- | --------------------------- | ------------------------------------------------------------------------- | ---------------- |
|                  | - Nill (Lupul, Belland) — 8 min 15 s Halward (Gradin) — 18 min 4 s Rota (Nill) — 23 min 50 s - Rota — 39 min 49 s Fraser (Smyl, Gradin) — 41 min 25 s | 0-1 1-1 2-1 3-1 3-2 4-2 5-2 | Nicholls — 1 min 30 s - L. Murphy (Simmer, Taylor) — 39 min 23 s (SN) - - |                  |
| Brodeur          | Gardiens | Lessard                     |                                                                           |                  |
|                  | |                             |                                                                           |                  |
| 32               | Tirs | 30                          |                                                                           |                  |

### Finales d'Associations

#### Islanders de New York contre Québec
| 27 avril | Islanders de New York | 4-1 (1-0, 1-0, 2-1) | Nordiques de Québec | Nassau Veterans Memorial Coliseum 15 147 spectateurs |

| Feuille de match | Feuille de match | Feuille de match    | Feuille de match                                          | Feuille de match |
| ---------------- | --- | ------------------- | --------------------------------------------------------- | ---------------- |
|                  | Trottier (Persson, Potvin) — 5 min 29 s (SN) Goring (Du. Sutter, Persson) — 32 min 15 s (SN) - Potvin (Bossy, Bourne) — 53 min 45 s Merrick (Tonelli, Langevin) — 55 min 40 s | 1-0 2-0 2-1 3-1 4-1 | - P. Šťastný (M. Šťastný, Therrien) — 47 min 2 s (SN) - - |                  |
| Smith            | Gardiens | Bouchard            |                                                           |                  |
|                  | |                     |                                                           |                  |
| 28               | Tirs | 32                  |                                                           |                  |

| 29 avril | Islanders de New York | 5-2 (1-1, 2-1, 2-0) | Nordiques de Québec | Nassau Veterans Memorial Coliseum 15 230 spectateurs |

| Feuille de match | Feuille de match | Feuille de match            | Feuille de match                                                                                  | Feuille de match |
| ---------------- | --- | --------------------------- | ------------------------------------------------------------------------------------------------- | ---------------- |
|                  | Merrick (Kallur, Lane) — 7 min 46 s - Bossy (Bourne) — 21 min 33 s - Bossy (Potvin, Persson) — 37 min 56 s (SN) Bourne (Merrick, Langevin) — 43 min 25 s Nystrom (Bourne, Trottier) — 48 min 59 s | 1-0 1-1 2-1 2-2 3-2 4-2 5-2 | - Tardif (Hickey, Rochefort) — 11 min 4 s - P. Šťastný (M. Šťastný, A. Šťastný) — 34 min 17 s - - |                  |
| Smith            | Gardiens | Bouchard                    |                                                                                                   |                  |
|                  | |                             |                                                                                                   |                  |
| 38               | Tirs | 30                          |                                                                                                   |                  |

| 1 mai | Nordiques de Québec | 4-5 (pr) (2-2, 0-1, 2-0, 1-1) | Islanders de New York | Colisée de Québec 15 238 spectateurs |

| Feuille de match | Feuille de match | Feuille de match                    | Feuille de match | Feuille de match |
| ---------------- | --- | ----------------------------------- | --- | ---------------- |
|                  | McRae (Paiement, Aubry) — 1 min 10 s - P. Šťastný (M. Šťastný, Pichette) — 8 min 2 s (SN) - A. Šťastný (Paiement, P. Šťastný) — 46 min 53 s (SN) - Paiement (Hunter, A. Šťastný) — 54 min 39 s (SN) - | 1-0 1-1 2-1 2-2 2-3 3-3 3-4 4-4 4-5 | - Bossy (Trottier, Potvin) — 7 min 10 s (SN) - Bourne (Bossy, Potvin) — 11 min 43 s (SN) Kallur (Bourne) — 39 min 12 s (IN) - Bossy (Trottier) — 50 min 48 s - Merrick (Nystrom, Potvin) — 76 min 52 s |                  |
| Bouchard         | Gardiens | Smith                               | |                  |
|                  | |                                     | |                  |
| 35               | Tirs | 38                                  | |                  |

| 4 mai | Nordiques de Québec | 2-4 (0-1, 0-1, 2-2) | Islanders de New York | Colisée de Québec 15 238 spectateurs |

| Feuille de match | Feuille de match                                                        | Feuille de match        | Feuille de match | Feuille de match |
| ---------------- | ----------------------------------------------------------------------- | ----------------------- | --- | ---------------- |
|                  | - Pichette (P. Šťastný, M. Šťastný) — 56 min 9 s Goulet — 56 min 46 s - | 0-1 0-2 0-3 1-3 2-3 2-4 | Bourne (Trottier, Bossy) — 2 min 1 s Tonelli (Nystrom, Merrick) — 21 min 9 s Gillies (Trottier, Persson) — 55 min 35 s (SN) - Du. Sutter — 59 min 58 s (CV) |                  |
| Bouchard         | Gardiens                                                                | Smith                   | |                  |
|                  |                                                                         |                         | |                  |
| 29               | Tirs                                                                    | 22                      | |                  |

#### Vancouver contre Chicago
| 27 avril | Black Hawks de Chicago | 1-2 (2 pr) (1-1, 0-0, 0-0, 0-0, 0-1) | Canucks de Vancouver | Chicago Stadium 17 610 spectateurs |

| Feuille de match | Feuille de match                                 | Feuille de match | Feuille de match                                           | Feuille de match |
| ---------------- | ------------------------------------------------ | ---------------- | ---------------------------------------------------------- | ---------------- |
|                  | - Ruskowski (Preston, D. Wilson) — 10 min 11 s - | 0-1 1-1 1-2      | Gradin (Fraser) — 8 min 2 s - Nill (Snepsts) — 88 min 58 s |                  |
| Brodeur          | Gardiens                                         | Esposito         |                                                            |                  |
|                  |                                                  |                  |                                                            |                  |
| 45               | Tirs                                             | 43               |                                                            |                  |

| 29 avril | Black Hawks de Chicago | 4-1 (1-0, 1-0, 2-1) | Canucks de Vancouver | Chicago Stadium 16 610 spectateurs |

| Feuille de match | Feuille de match | Feuille de match    | Feuille de match        | Feuille de match |
| ---------------- | --- | ------------------- | ----------------------- | ---------------- |
|                  | Sharpley (Murray, Bulley) — 18 min 28 s Feamster (Sharpley, Lysiak) — 31 min 35 s - Savard (Higgins) — 44 min 42 s Savard (Lysiak, Murray) — 56 min 23 s (SN) | 1-0 2-0 2-1 3-1 4-1 | - Smyl — 41 min 1 s - - |                  |
| Brodeur          | Gardiens | Bannerman           |                         |                  |
|                  | |                     |                         |                  |
| 37               | Tirs | 31                  |                         |                  |

| 1 mai | Canucks de Vancouver | 4-3 (2-2, 1-0, 1-1) | Black Hawks de Chicago | Pacific Coliseum 16 413 spectateurs |

| Feuille de match | Feuille de match | Feuille de match            | Feuille de match | Feuille de match |
| ---------------- | --- | --------------------------- | --- | ---------------- |
|                  | - Gradin (Hlinka, Belland) — 11 min 31 s (SN) Belland (Smyl, Molin) — 14 min 54 s (SN) - Fraser (Nill, Halward) — 30 min 3 s Smyl — 42 min 5 s - | 0-1 1-1 2-1 2-2 3-2 4-2 4-3 | Sharpley (Lysiak, Bannerman) — 10 min 18 s - D. Wilson (Brown) — 15 min 57 s - Paterson (Marsh, Gardner) — 43 min 14 s |                  |
| Bannerman        | Gardiens | Brodeur                     | |                  |
|                  | |                             | |                  |
| 30               | Tirs | 27                          | |                  |

| 4 mai | Canucks de Vancouver | 5-3 (1-0, 2-1, 2-2) | Black Hawks de Chicago | Pacific Coliseum 16 413 spectateurs |

| Feuille de match | Feuille de match | Feuille de match                | Feuille de match                                                                                               | Feuille de match |
| ---------------- | --- | ------------------------------- | --- | ---------------- |
|                  | Rota (Belland, Hlinka) — 1 min 6 s (SN) Boldirev (Molin) — 24 min 16 s (SN) Boldirev (Snepsts, Smyl) — 34 min 8 s - Halward (Minor) — 44 min 48 s Gradin (Fraser, Smyl) — 45 min 51 s - | 1-0 2-0 3-0 3-1 3-2 4-2 5-2 5-3 | - Sharpley (Murray, D. Wilson) — 36 min 39 s Savard — 42 min 33 s (SN) - Mulvey (Brown, Gardner) — 58 min 10 s |                  |
| Bannerman        | Gardiens | Brodeur                         | |                  |
|                  | |                                 | |                  |
| 31               | Tirs | 30                              | |                  |

| 6 mai | Black Hawks de Chicago | 2-6 (1-3, 0-0, 1-3) | Canucks de Vancouver | Chicago Stadium 19 758 spectateurs |

| Feuille de match | Feuille de match                                                                             | Feuille de match                | Feuille de match | Feuille de match |
| ---------------- | -------------------------------------------------------------------------------------------- | ------------------------------- | --- | ---------------- |
|                  | - Lysiak (Savard, D. Wilson) — 5 min 9 s - Mulvey (Murray, D. Wilson) — 42 min 38 s (SN) - - | 0-1 0-2 1-2 1-3 2-3 2-4 2-5 2-6 | Nill (Belland, Molin) — 2 min 40 s (SN) Smyl (Lindgren, Gradin) — 3 min 48 s - Molin (Lindgren, Snepsts) — 15 min 35 s - Rota (Lindgren, Boldirev) — 45 min 14 s Smyl (Gradin, Belland) — 51 min 20 s Boldirev — 56 min 17 s |                  |
| Brodeur          | Gardiens                                                                                     | Brown Esposito                  | |                  |
|                  |                                                                                              |                                 | |                  |
| 38               | Tirs                                                                                         | 28                              | |                  |

### Finale de la Coupe Stanley
| 8 mai | Islanders de New York | 6-5 (pr) (3-2, 1-2, 1-1, 1-0) | Canucks de Vancouver | Nassau Veterans Memorial Coliseum 15 230 spectateurs |

| Feuille de match | Feuille de match | Feuille de match                            | Feuille de match | Feuille de match |
| ---------------- | --- | ------------------------------------------- | --- | ---------------- |
|                  | - Gillies (Potvin, Trottier) — 11 min 35 s (SN) Bossy (Gillies, Carroll) — 15 min 52 s - Potvin (Goring) — 19 min 51 s (SN) Potvin (Trottier, Persson) — 23 min 15 s (SN) - Bossy (Tonelli, Trottier) — 55 min 14 s Bossy — 79 min 58 s | 0-1 1-1 2-1 2-2 3-2 4-2 4-3 4-4 4-5 5-5 6-5 | Gradin (Molin) — 1 min 29 s - Gradin (Molin, Fraser) — 17 min 40 s (SN) - Smyl (Gradin, Fraser) — 25 min 6 s (SN) Boldirev (Williams) — 29 min 27 s Nill (Minor, Williams) — 53 min 6 s - - |                  |
| Smith            | Gardiens | Brodeur                                     | |                  |
|                  | |                                             | |                  |
| 35               | Tirs | 36                                          | |                  |

| 11 mai | Islanders de New York | 6-4 (1-0, 1-3, 4-1) | Canucks de Vancouver | Nassau Veterans Memorial Coliseum 15 230 spectateurs |

| Feuille de match | Feuille de match | Feuille de match                        | Feuille de match | Feuille de match |
| ---------------- | --- | --------------------------------------- | --- | ---------------- |
|                  | Carroll (Bourne) — 15 min 55 s (IN) - Bossy (Persson, Potvin) — 37 min 6 s (SN) - Bourne (Persson, Bossy) — 40 min 32 s (SN) Du. Sutter (Bre. Sutter, Potvin) — 41 min 19 s - Trottier (Jonsson, Potvin) — 47 min 18 s (SN) Nystrom (Tonelli, Merrick) — 54 min 10 s | 1-0 1-1 1-2 2-2 2-3 3-3 4-3 4-4 5-4 6-4 | - Gradin (Molin, Fraser) — 28 min 28 s (SN) Boldirev (Molin, Halward) — 33 min 12 s (SN) - Lindgren (Gradin) — 39 min 42 s - Minor (Williams) — 42 min 27 s - - |                  |
| Smith            | Gardiens | Brodeur                                 | |                  |
|                  | |                                         | |                  |
| 36               | Tirs | 30                                      | |                  |

| 13 mai | Canucks de Vancouver | 0-3 (0-0, 0-2, 0-1) | Islanders de New York | Pacific Coliseum 16 413 spectateurs |

| Feuille de match | Feuille de match | Feuille de match | Feuille de match                                                                                                   | Feuille de match |
| ---------------- | ---------------- | ---------------- | --- | ---------------- |
|                  | - -              | 0-1 0-2 0-3      | Gillies (Bre. Sutter) — 22 min 56 s Bossy (Persson, Trottier) — 32 min 30 s Nystrom (Goring, Potvin) — 58 min 40 s |                  |
| Brodeur          | Gardiens         | Smith            | |                  |
|                  |                  |                  | |                  |
| 23               | Tirs             | 33               | |                  |

| 16 mai | Canucks de Vancouver | 1-3 (1-1, 0-2, 0-0) | Islanders de New York | Pacific Coliseum 16 413 spectateurs |

| Feuille de match | Feuille de match                          | Feuille de match | Feuille de match                                                                                               | Feuille de match |
| ---------------- | ----------------------------------------- | ---------------- | --- | ---------------- |
|                  | - Smyl (Campbell, Minor) — 18 min 9 s - - | 0-1 1-1 1-2 1-3  | Goring (Potvin) — 11 min 38 s - Bossy (Potvin, Trottier) — 25 min (SN) Bossy (Persson, Trottier) — 28 min (SN) |                  |
| Brodeur          | Gardiens                                  | Smith            | |                  |
|                  |                                           |                  | |                  |
| 24               | Tirs                                      | 28               | |                  |